# Deori Singhpura
Deori Singhpura es una ciudad censal situada en el distrito de Jhansi en el estado de Uttar Pradesh (India). Su población es de 5800 habitantes (2011). 

## Demografía
Según el censo de 2011 la población de Deori Singhpura era de 5800 habitantes, de los cuales 3019 eran hombres y 2781 eran mujeres. Deori Singhpura tiene una tasa media de alfabetización del 72,20%, superior a la media estatal del 67,68%: la alfabetización masculina es del 84,93%, y la alfabetización femenina del 58,27%.